# Sveriges folkbokföringsdistrikt
Distrikt eller folkbokföringsdistrikt (folkebogføringsdistrikt) er en administrativ inddeling af Sverige, der blev indført den 1. januar 2016.
Folkebogføringsdistrikterne skal stå for civilregistreringen, folketællingerne, folkeregistererne samt for afholdelse af offentlige valg.

## Flyttes til kommunerne
Ved oprettelsen af folkebogføringsdistrikterne bliver registreringen af borgerne i Sverige overført til kommunerne. Hidtil havde det været staten og folkekirken, der registrerede borgerne.
Hos staten havde Statistiska centralbyrån og det statslige skattevæsen ansvaret for registreringen. Hos kirken var det menighederne (församlingarna), der havde ansvaret for registreringen.

## Historie
Frem til 1862 var det sognestævnet (sockenstämma), der tog sig af sognets kirkelige og verdslige anliggende. Derefter blev der oprettet landskommuner, der skulle tage sig af de borgerlige sager, mens de kirkelige kommuner (församlingar), skulle tage sig af de kirkelige sager.
Fra 1862 hørte skolevæsen, fattigvæsen og civilregistrering (herunder folkeregistre) under de kirkelige kommuner. Efterhånden blev disse sager overført til de verdslige myndigheder, således overtog de daværende landskommuner de sidste dele af skolevæsenet i 1954.

## Oprettelse af folkebogføringsdistrikter
Siden 1960'erne er mange svenske menigheder (församlingar) blevet lagt sammen. Oprettelse af større menigheder har betydet, at skattevæsenet og det statistiske centralbureau ofte har skulle ændre deres registre.
Den 29. maj 2013 besluttede Riksdagen, at kommunerne skulle overtage civilregistreringen og folkeregistrene. Samtidigt skal kommunerne oprette folkebogføringsdistrikter. Disse distrikter har den samme geografiske udstrækning, som den svenske kirkes menigheder havde ved årsskiftet 1999/2000.
Grænserne for de ny distrikter skal være uforandrede i mange år fremover. 85 procent af folkebokføringsdistrikterne vil være identiske med de gamle sogne fra før 1862.

## Registrering af begravelser
Den 1. januar 2016 overtog kommunerne registreringen af dødsfald. Derimod er det stadig den svenske kirke, der er begravelsesmyndighed.
I Tranås og Stockholm er det dog kommunen, der har ansvaret for begravelserne.